# Devin Duvernay
Devin Duvernay (Sachse, Texas, 12 de septiembre de 1997) es un jugador profesional estadounidense de fútbol americano que se desempeña en la posición de wide receiver en Baltimore Ravens, equipo de la National Football League (NFL).

## Carrera
Fue seleccionado en la tercera ronda en la Reunión Anual de Selección de Jugadores de la NFL de 2020. Hizo su debut profesional con el equipo Baltimore Ravens, donde lleva jugando cuatro temporadas.